# Ruth R. Benerito
Ruth Mary Rogan Benerito (12 janvier 1916 - 5 octobre 2013) est une chimiste et inventrice américaine connue pour ses travaux liés à l'industrie textile, notamment le développement de tissus de coton lavables et infroissables.

## Vie privée
Ruth Mary Rogan Benerito est née et grandit à la Nouvelle-Orléans en 1916. Son père, John Edward Rogan, est ingénieur civil et fonctionnaire des chemins de fer et est décrit par sa fille comme un pionnier du mouvement de libération des femmes. Sa mère, Bernadette Elizardi Rogan, est une artiste et considérée par sa fille comme une "femme vraiment libérée". Les deux parents sont diplômés de l'université et partagent leurs valeurs concernant un sens aigu de l'éducation et des droits des femmes à Ruth.
L'ère de la Grande Dépression entoure les premières années de Ruth Benerito et lorsqu'elle obtient finalement son baccalauréat en chimie, un Américain sur cinq est au chômage. Avant la chimie elle s'intéresse aux mathématiques; cependant, elle ne voulait pas se lancer dans une carrière d'actuaire se contentant d'estimer les probabilités pour les compagnies d'assurance, ce qui l'amène à étudier la chimie.

## Éducation
À une époque où les filles ne poursuivent généralement pas des études supérieures, son père s'assure que ses filles reçoivent la même éducation que les garçons. Benerito termine ses études secondaires à 14 ans et entre au Sophie Newcomb College, le collège des femmes de l'Université de Tulane, à 15 ans, où elle obtient un diplôme en chimie, ainsi qu'en physique et en mathématiques. Elle obtient son diplôme en 1935 et déménage au Bryn Mawr College pour terminer une année d'études supérieures.
Elle part ensuite à Newcomb, où elle enseigne la chimie tout en faisant des recherches sur l'analyse quantitative avancée et la chimie physique, la chimie organique, la cinétique et la thermodynamique. Tout en travaillant comme enseignante, Benerito suit des cours du soir pour obtenir sa maîtrise à l'Université de Tulane. En 1948, elle obtient son doctorat à l'Université de Chicago, où elle mène des recherches physico-chimiques sous la direction de Thomas F. Young. Sa thèse de doctorat s'intitule "Coefficients d'activité de HCl dans des solutions aqueuses ternaires". Elle quitte son poste de professeure adjointe au Newcomb College en 1953 pour travailler au centre de recherche régional sud de l'USDA du département américain de l'agriculture à la Nouvelle-Orléans, où elle passe la majeure partie de sa carrière.
À l'USDA, elle travaille dans le programme de graisse du laboratoire des graines oléagineuses et, en 1955, elle est promue chef de projet. En 1958, elle est promue chef par intérim du laboratoire de chimie du coton colloïdal et, en 1959, elle devient directrice de recherche du groupe de recherche en chimie physique du laboratoire de réaction du coton. Benerito complète une bourse postdoctorale en 1972 en biophysique à l'Université de Tulane. Toujours à Tulane, elle est professeure auxiliaire de 1960 à 1981. Pendant ce temps, elle travaille également comme chargée de cours à l'Université de la Nouvelle-Orléans. Plus tard, alors qu'elle fait des recherches sur les fibres de coton, Benerito enseigne à temps partiel à l'Université de Tulane et à l'Université de La Nouvelle-Orléans.
Elle prend sa retraite de l'USDA en 1986 mais continue à enseigner à temps partiel à Tulane et à l'Université de La Nouvelle-Orléans,.

## Contribution

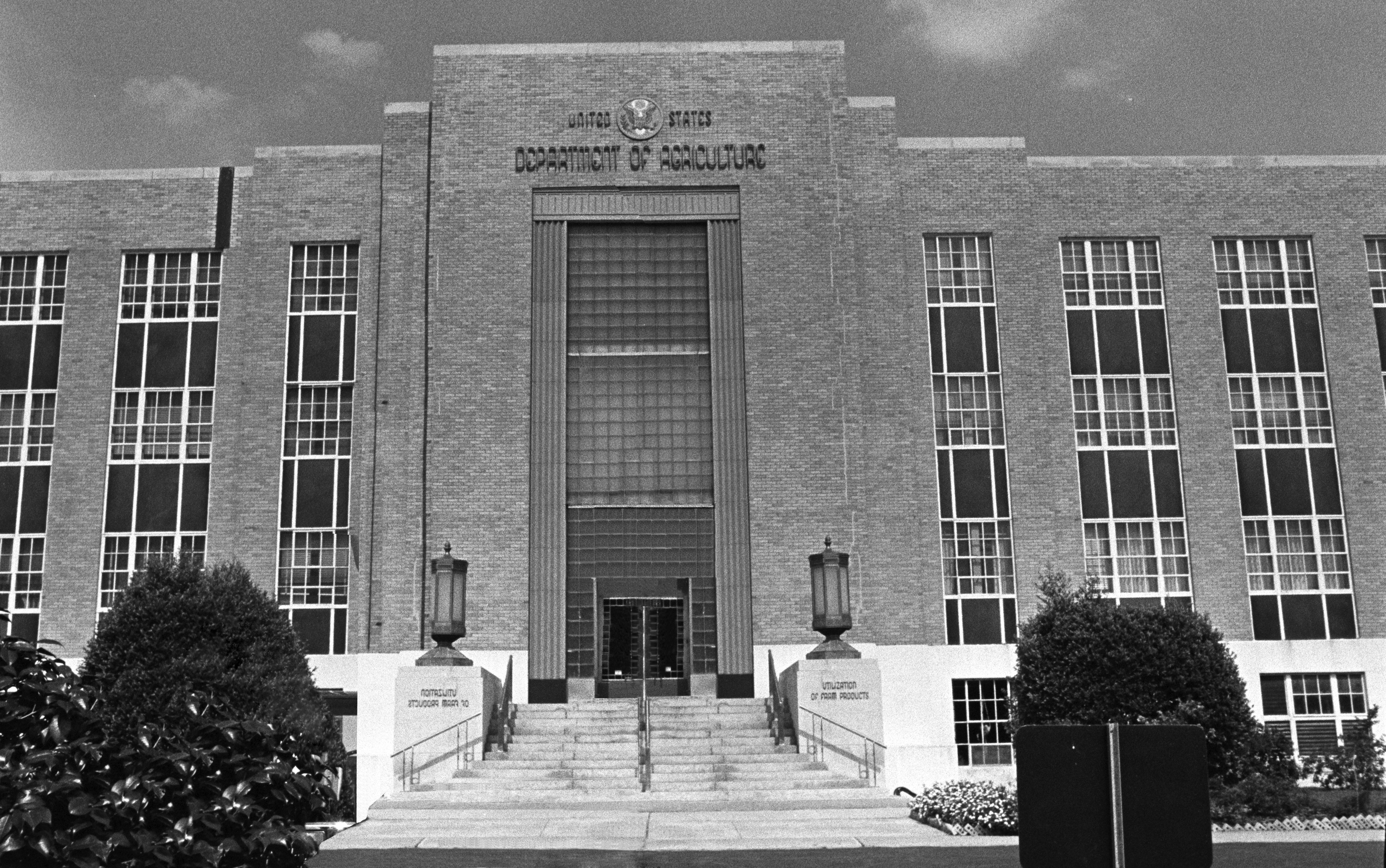
L'USDA de Nouvelle-Orléans en août 1985 où Ruth R. Benerito a developpé les tissus lavables et infroissables en coton

Benerito est surtout connue pour ses travaux relatifs à l'utilisation de chlorures d'acides monobasiques dans la production de coton, avec lesquels elle détient 55 brevets. Elle invente ces tissus en coton à laver et à porter, qui permettent d'obtenir des vêtements plus durables et sans plis, alors qu'elle travaille dans les laboratoires du Département américain de l'agriculture (USDA) à la Nouvelle-Orléans dans les années 1950. Avant cette innovation, une famille a besoin d'un temps considérable pour repasser ses vêtements. Benerito trouve un moyen de traiter chimiquement la surface du coton qui conduit non seulement à un tissu infroissable, mais également à des tissus résistants aux taches et aux flammes,.
Le secret de l'invention est l'utilisation d'un procédé appelé réticulation. Le coton est composé d'un matériau polymère naturel appelé cellulose. Comme le nylon et les polyesters synthétiques, la cellulose est un polymère ; c'est-à-dire que ses molécules ont la forme de longues chaînes contenant plusieurs milliers d'atomes. La longue forme en chaîne des molécules est ce qui fait de la cellulose, comme le nylon et le polyester, une bonne fibre .